# Новый Хутор (Брянская область)
Новый Хутор — поселок в Почепском районе Брянской области в составе Витовского сельского поселения.

## География
Находится в центральной части Брянской области на расстоянии приблизительно 7 км на северо-восток по прямой от районного центра города Почеп.

## История
Возник в 1920-х годах как сельскохозяйственная артель «Восход». На карте 1941 года отмечен как коммуна Восход.

## Население
Численность населения: 80 человек (1979 год), 28 (русские 100 %) в 2002 году, 17 в 2010.